# Rickettsia prowazekii
Rickettsia prowazekii – gatunek Gram-ujemnej, tlenowej pałeczki, obligatoryjnego pasożyta wewnątrzkomórkowego, wywołującego tyfus plamisty. Posiada otoczkę. Riketsje przenosi na człowieka wesz ludzka; bakteria może pozostawać nieaktywna w odchodach wszy przez wiele tygodni.
Bakterię odkrył Henrique da Rocha Lima w 1916 roku, i nazwał ją na cześć zmarłego na tyfus kolegi, Stanislausa Prowazka oraz innego zmarłego bakteriologa Howarda T. Rickettsa.